# Oryzomys gorgasi
Oryzomys gorgasi är en däggdjursart som beskrevs av Hershkovitz 1971. Oryzomys gorgasi ingår i släktet risråttor, och familjen hamsterartade gnagare. IUCN kategoriserar arten globalt som starkt hotad. Inga underarter finns listade i Catalogue of Life.
Även en utdöd population på Curaçao (tidvis listad som Oryzomys curasoae) ingår som synonym i denna art.
Denna gnagare är bara känd från en mindre region nära Maracaibo i Venezuela samt från en plats i norra Colombia vid gränsen till Panama. Arten vistas i mangroveskogar, i marskland och i andra fuktiga gräsmarker. Den äter växtdelar och smådjur som delvis hittas i vattnet.